# Аматэрасу
А́матэрасу, А́матэрасу-о́-миками (яп. 天照大御神 Аматэрасў о̄миками, «великая священная богиня, сияющая на небе», либо «владычествующая на небе») — богиня-солнце в японской мифологии, верховное божество всеяпонского пантеона синто, согласно синтоистским верованиям, прародительница японского императорского рода. Считается, что первый император Дзимму был её прапраправнуком. Правительница Небесных полей Такамагахара (яп. 高天原). Согласно легенде, в прошлом император Сёму испытывал трудности с завершением Великого Восточного Храма Тодайдзи и грандиозной статуи будды Вайрочана в нём. Когда он обратился за помощью к Аматэрасу через жившего в VII—VIII веках чудотворца Гёки, богиня ответила, что она и есть будда Вайрочана. Тем не менее, скорее всего данная легенда появилась значительно позже описываемых в ней событий, так как первые её упоминания относятся ко второй половине XIII века.
Аматэрасу почитают как изобретательницу возделывания риса, технологии получения шёлка и ткацкого станка.

## Рождение
О происхождении её одна из японских легенд рассказывает следующее. До появления людей в мире  существовало много поколений богов. Последним из этих поколений были брат и сестра Идзанаги и Идзанами, которые, вступив в брачный союз, произвели различные острова Японского архипелага и большое количество богов и богинь. После смерти Идзанами её супруг пытался вернуть её из загробного мира, но потерпел неудачу и лишь осквернил себя при этом. Для очищения от скверны он решил осуществить обряд омовения, и по мере того, как он снимал одежду, из частей его костюма, а равно и тела рождались различные божества. После этого он начал омовение, и из капель воды, которыми он омывал свой левый глаз, родилась Аматэрасу.

## Ссора с братом
После того, как Идзанаги родил богов, он отдал Аматэрасу небо, а её брату Сусаноо море. Однако Сусаноо не желал принять на себя правление и хотел удалиться в страну матери, Нэ-но катасу куни. За это разозлённый Идзанаги изгнал его. Перед изгнанием Сусаноо решил навестить сестру, которая посчитала, что брат хочет отнять её владения. Дабы подтвердить свои мирные намерения, Сусаноо сочетался с ней браком, и они родили детей из вещей друг друга. Видя красоту родившихся у него дочерей, Сусаноо решил, что доказал свою невиновность и тем самым победил Аматэрасу. На радостях он уничтожил оросительные каналы и испражнился в месте для приёма пищи, после чего разбросал собственные фекалии. Аматэрасу попыталась объяснить поведение брата тем, что первое он сделал из жалости к земле, а второе спьяну. Однако поведение Сусаноо стало лишь хуже, и в итоге он сбросил в ткацкий покой жеребца, с которого предварительно содрал кожу. Перепуганная Аматэрасу скрылась от брата в пещере Ама-но Ивато, из-за чего весь мир погрузился во тьму.
Дабы вернуть Аматэрасу, боги повесили перед её пещерой зеркало Тама-но-я-но микото и поставили пустой котёл, на котором (под звуки издаваемые тетивами шести охотничьих луков, ставших затем первым яматогото) стала танцевать богиня Амэ-но-удзумэ-но микото. Когда Удзумэ обнажила свою грудь и распустила юбку до самой промежности, все боги захохотали, чем настолько удивили Аматэрасу, что она выглянула из своей пещеры. На вопрос о том, что происходит, боги сказали ей, что нашли ещё более великую богиню, чем Аматэрасу, и веселятся в честь этого. В качестве доказательства они показали Аматэрасу зеркало. Ещё более удивлённая, Аматэрасу стала выходить из пещеры, и спрятавшийся рядом с пещерой Амэ-но тадзикара-о-но микото вытащил богиню окончательно. Таким образом, свет Аматэрасу был возвращён в мир. Её брата же боги, посовещавшись, изгнали.

## Образ в японском синкретизме
Аматэрасу была отождествлена с Буддой неизмеримого света Вайрочаной, выступающим в дальневосточной буддийской традиции в качестве Вселенского Будды, Дхармакаи.

## Аматэрасу и императорская семья
В 1946 году под давлением американских оккупационых сил император Сёва выпустил «Декларацию о человеческой природе». Данный документ отверг концепцию акицумиками (現御神), божества в человеческой форме, и провозгласил, что связь императора с его подданными не полагается на какие-либо идеи мифологии. Множество авторов, обсуждавших правильную интерпретацию этого текста, полагали, что, использовав слово акицумиками вместо арахитогами (現人神), император фактически не стал отвергать своего происхождения от Аматэрасу.
Согласно синтоизму, не только император, но и все остальные японцы происходят от богов. Как отметил по этому поводу в 1945 году император Сёва, «допустимо отрицать, что японцы происходят от богов. Но абсолютно недопустимо отрицать, что император — потомок божества».

## Святилища
Святилища Аматэрасу Омиками находятся по всей Японии, наиболее знаменитым является храм Исэ в префектуре Миэ.